# Anoploderma breueri
Anoploderma breueri é uma espécie de coleóptero da tribo Anoplodermatini (Anoplodermatinae). Que ocorre na Argentina, Bolívia, Brasil e Paraguai.